# Golf de l'Obi
El golf de l'Obi (en rus О́бская губа́, Óbskaia gubà) és un entrant del mar de Kara, a l'oceà Àrtic al nord de la Sibèria occidental (Rússia). És l'estuari més llarg del món.

## Geografia
El golf, a la costa del mar de Kara, està delimitat per la península de Iamal, a l'oest, i per la península de Guida a l'est, dins el districte autònom de Iamàlia. Hi desemboca un dels principals rius de Rússia, l'Obi. El golf té uns 1.000 km de llarg i la seva amplada varia dels 50 als 80 km. És relativament poc profund, amb una profunditat mitjana de 10-12 metres, que hi restringeix el transport marítim pesant. A la part est s'obre l'estuari del riu Taz.

## Illes
Hi ha força illes a prop de la desembocadura de l'Obi, al començament de l'estuari, com ara la de Khalei. Totes aquestes illes són properes a la costa i generalment són planes i baixes; es tracta de zones humides protegides pel Conveni de Ramsar. Més cap al nord, excepte algunes poques illes a prop de la costa, com Khalèvigo i Niàvigo, el golf de l'Obi no té cap més illa fins que es troba amb el mar de Kara.
Les beluga hi migren estacionalment.

## Importància econòmica
S'han descobert grans bosses de petroli i gas natural en aquesta regió. El petroli i el gas dels pous són enviats al sud mitjançant oleoductes i per transport ferroviari.